# Eisarena Bremerhaven
Die Eisarena Bremerhaven ist eine Eissporthalle in Bremerhaven, die seit März 2011 Heimspielort der Fischtown Pinguins Bremerhaven. Ab der Saison 2016/17 spielt der Club in der Deutschen Eishockey Liga (DEL), der höchsten Liga im deutschen Eishockey. Sie nahmen den Platz der aufgelösten Hamburg Freezers ein. 
Mit insgesamt 4647 Plätzen, davon 3123 Sitzplätze sowie 168 V.I.P.-Plätze, erfüllt die Eisarena die Vorgaben des 9000-Punkte-Plans der Deutschen Eishockey Liga.
Im November 2009 wurde neben der Stadthalle Bremerhaven mit dem Bau der Eisarena begonnen und am 6. März 2011 eröffnet. Sie ersetzt damit das Eisstadion Bremerhaven. Innerhalb weniger Stunden war die Arena für das Eröffnungsspiel ausverkauft. Das Eröffnungsspiel bestritten die Fischtown Pinguins gegen die Hannover Indians, wobei die Pinguins mit 3:1 siegten. Das erste Tor in der neuen Eishalle schoss Carsten Gosdeck. Die Länderspiel-Premiere in der neuen Eisarena war am 14. April 2011, wobei Deutschland auf Finnland traf.
Vom 11. bis zum 17. Dezember 2016 fanden in der Eisarena die Spiele der Gruppe A der Eishockey-Weltmeisterschaft der U20-Junioren 2017 (Division I) statt.